# Ilse Ohnesorge
Ilse Ohnesorge, vlastním jménem Elisabeth Ohnesorge (21. března 1866 Drážďany – 15. březen 1937 Sebnitz) byla saská malířka.

## Život a dílo
Po absolvování obecné školy v Sebnitz navštěvovala malířský kurz vedený drážďanským malířem krajin Georgem Estlerem (1860–1954), žákem rovněž drážďanského malíře Ludwiga Richtera (1803–1884). U něj se naučila malbě v plenéru a malování porcelánu. Dále studovala u Carla Bantzera (1857–1941) či Anny a Dory Seifertových (1861–1930). Studijní cesty, především po Německu, Itálii a Čechách, povzbudily její nadšení pro malování. Rodinné povinnosti a nedostatek financí ji však roku 1906 donutily k návratu do Sebnitz, kde již žila po zbytek života. Živila se jako malířka na volné noze, prodávala vlastní olejomalby, pohlednice, kopie obrazů starých mistrů a malovaný porcelán. Řada jejích impresionistických maleb, akvarelů a kreseb je vystavena v sebnitzském městském muzeu. Jejími oblíbenými a typickými náměty se stala sídla, lidé, scény ze života sedláků, výroba umělých květin a přírodní scenérie Saského Švýcarska.
V Sebnitzském lese na vrchu Kaiserberg (495 m) je po ní pojmenovaná cesta Ilse-Ohnesorge-Weg a také kamenné moře Ilse-Ohnesorge-Steine. Její hrob, umístěný na sebnitzském městském hřbitově, je od června 2025 chráněn jako kulturní památka.

## Rodina
Ilse Ohnesorge byla druhá dcera ředitele školy Friedricha Ohnesorgeho (1834–1915) a jeho ženy Marie, rozené Buchholz (1834–1904). Kromě toho byla neteří berlínského politika a publicisty Julia Berendse (1817–1891).

## Galerie
- Rodinný výlet

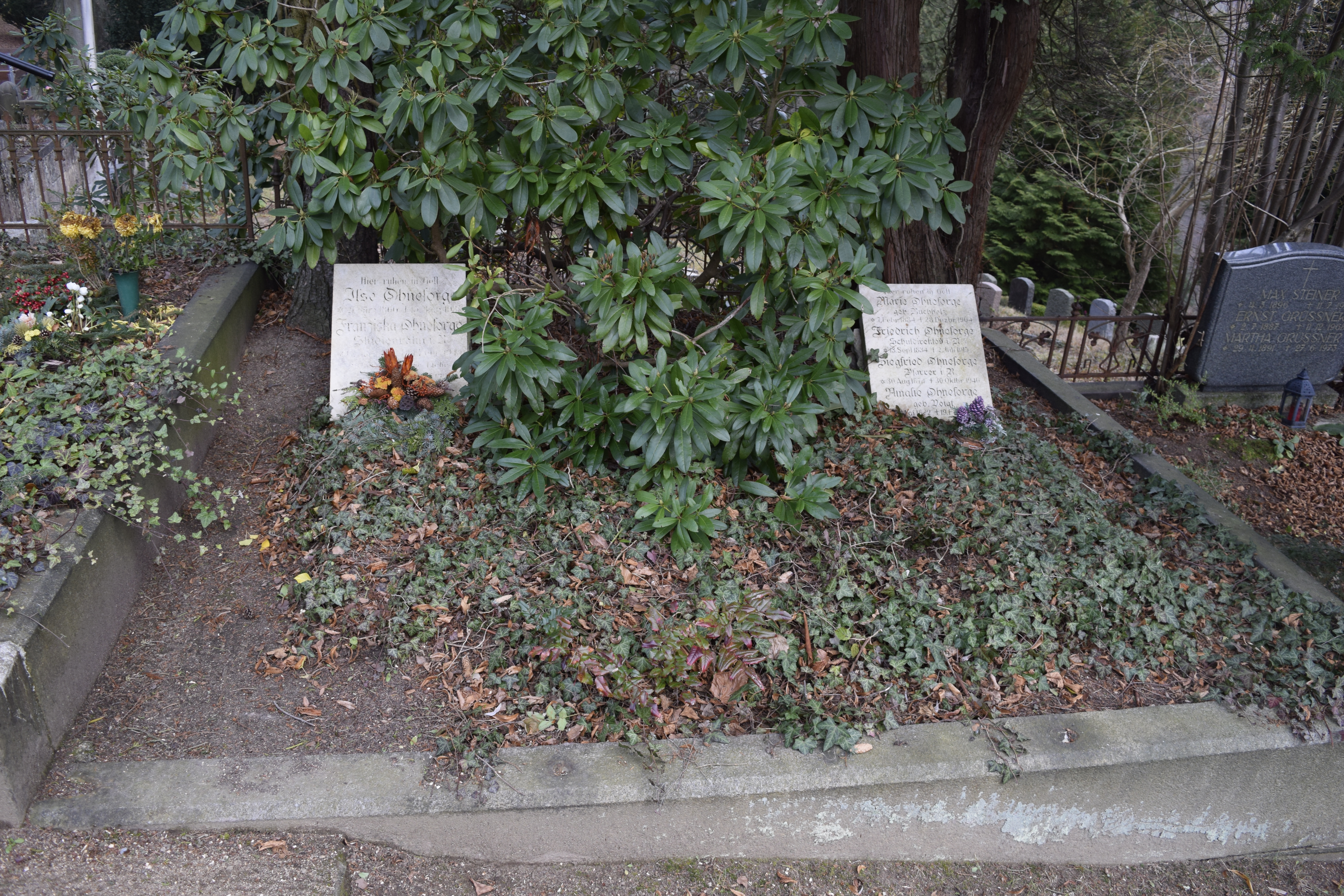
Hrob Ilsy Ohnesorge na sebnitzském městském hřbitově